# Lingua tonale

Le 4 tipologie di tono nella lingua cinese

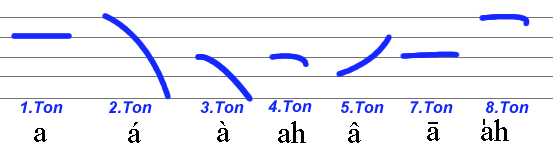
Toni taiwanesi, accanto ai valori di Taipei

Una lingua tonale (o lingua a toni) è una lingua in cui la variazione di tono di una stessa sillaba ne determina il significato o l'appartenenza a una classe grammaticale. Un tipico esempio di lingua tonale è la lingua cinese presa nella sua varietà del cinese mandarino, il cui sistema tonale consta di 4 toni più un ulteriore tono neutro. Ad esempio, la sillaba "ma", se pronunciata col primo tono, mā, può significare "mamma" (妈); se pronunciata col secondo tono, má, può significare "canapa" (麻); se pronunciata col terzo tono, mǎ, può significare "cavallo" (马); se pronunciata col quarto tono, mà, può significare "insultare" (骂).
Il numero di toni, nella maggior parte delle lingue tonali, varia da 2 a 8.

## Distribuzione geografica
A livello di distribuzione geografica, le lingue tonali coprono la quasi totalità dell'Africa subsahariana, la Cina e l'Indocina.
Recentemente uno studio del Max Planck Institutes for Psycolinguistics, Evolutionary Anthropology and Mathematics di Lipsia ha avanzato l'ipotesi che tale distribuzione geografica sia correlata al fattore climatico dell'umidità. L'analisi condotta su 3750 lingue di diverse famiglie linguistiche ha confermato che le lingue tonali sono meno diffuse nelle regioni a clima arido e localizzate soprattutto nella fascia intertropicale, nell'Asia sud-orientale e in Africa centrale.
Secondo l'ipotesi esplicativa avanzata dai ricercatori ciò sarebbe dovuto al fatto che l'umidità atmosferica contribuisce a lubrificare e idratare le corde vocali, rendendole più elastiche e funzionali e favorendo così l'articolazione di una più ampia varietà di toni linguistici.
Possiamo grosso modo distinguere fra due gruppi di lingue tonali: asiatiche, dove il tono ha il più delle volte un carattere dinamico all'interno della stessa sillaba (il tono si alza o abbassa all'interno della stessa sillaba); africane, dove il tono ha il più delle volte un carattere statico all'interno della stessa sillaba (il tono ha una certa altezza all'interno della stessa sillaba). Esempi di lingue tonali africane sono: hausa, yoruba, igbo e kikongo. Fra le poche lingue africane non tonali, lo swahili e il wolof.

## Notazione fonetica
| Simbolo | Esempi                       | Descrizione      |
| ------- | ---------------------------- | ---------------- |
| ◌́       | Cinese mandarino māma [mámā] | Tono alto        |
| ◌̄       | Cinese mandarino māma [mámā] | Tono medio       |
| ◌̀       | Cinese mandarino mǎ [mà]     | Tono basso       |
| ◌̂       | Cinese mandarino mà [mâ]     | Tono decrescente |
| ◌̌       | Cinese mandarino má [mǎ]     | Tono crescente   |